# Altolamprologus calvus
Altolamprologus calvus är en fiskart som först beskrevs av Poll, 1978.  Altolamprologus calvus ingår i släktet Altolamprologus och familjen Cichlidae. IUCN kategoriserar arten globalt som nära hotad. Inga underarter finns listade i Catalogue of Life.

## Bildgalleri

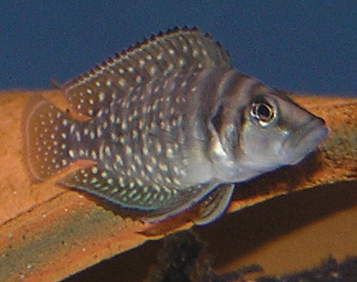